# Heidelberger Landstraße 224
Das Fachwerkhaus in der Heidelberger Landstraße 224 ist ein Bauwerk in Darmstadt-Eberstadt.

## Geschichte und Beschreibung
Das Fachwerkhaus wurde um das Jahr 1700 erbaut.
Das giebelständige, unverputzte zweigeschossige Fachwerkgebäude wurde aus Nadelholz errichtet.
Das im Überschwemmungsgebiet der Modau liegende Gebäude wurde zu einem späteren Zeitpunkt im Erdgeschoss massiv ausgemauert.
Ab dem Jahre 1845 war in dem Haus eine Poststation der Thurn und Taxisschen Postverwaltung und auch ein Haltepunkt dreier Linien der sogenannten „Fahrenden und Reitenden Post“ untergebracht.

## Denkmalschutz
Das Fachwerkhaus ist aus architektonischen und stadtgeschichtlichen Gründen ein Kulturdenkmal.